# Komenda Rejonu Uzupełnień Mińsk Mazowiecki

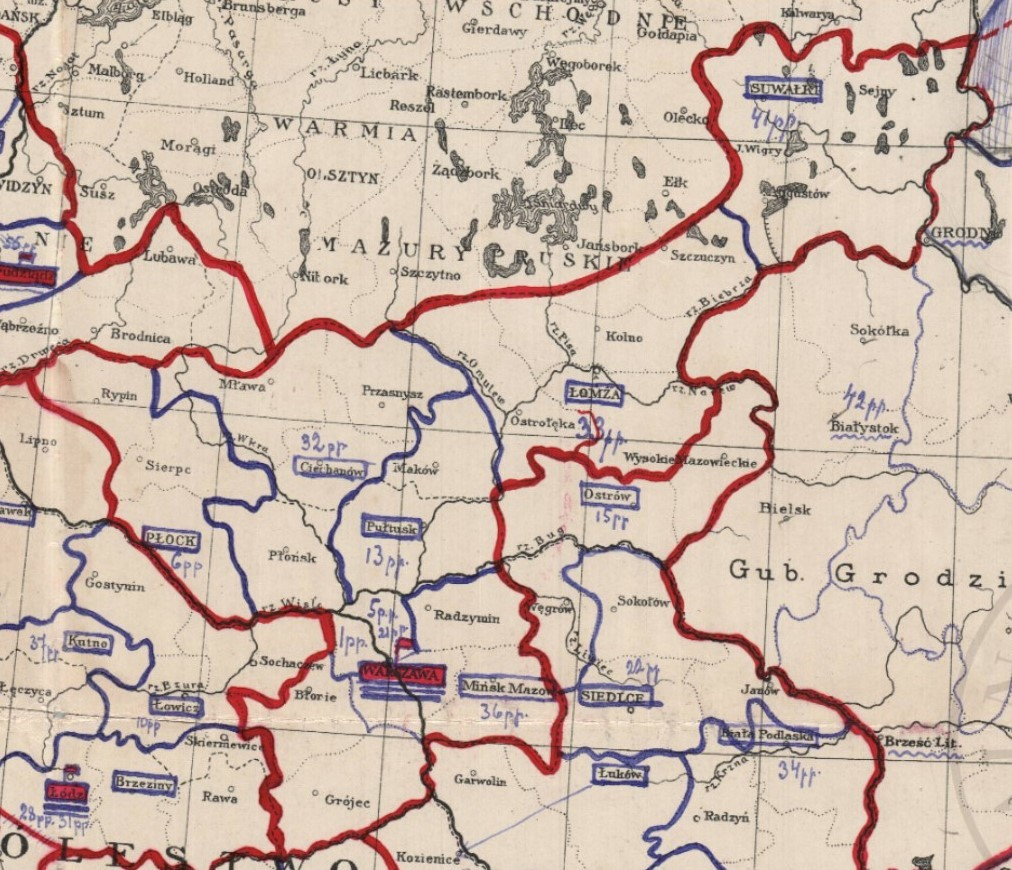
Granice PKU 36 pp w ramach Okręgu Generalnego Warszawa

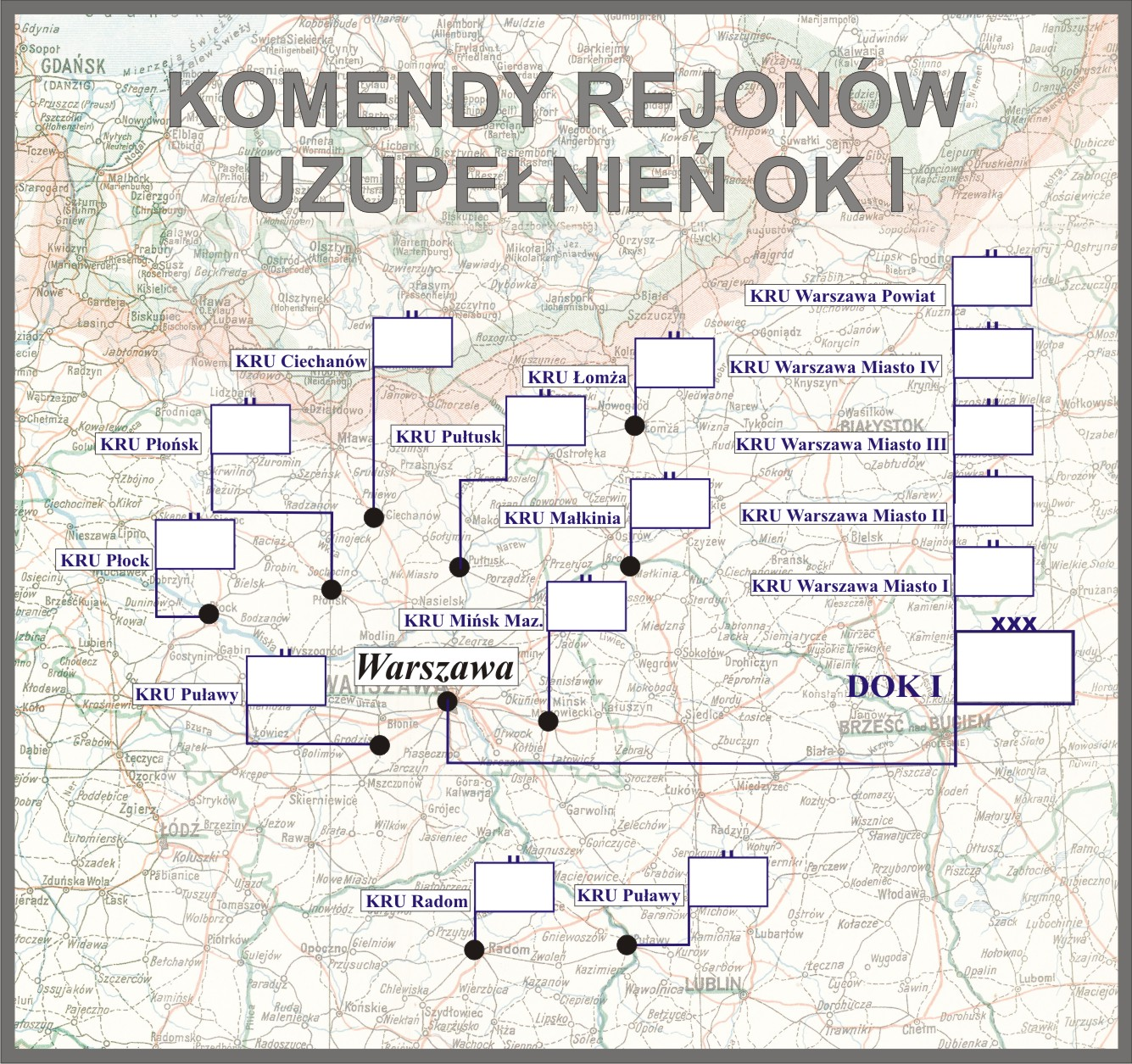
Komendy rejonów uzupełnień OK I

Komenda Rejonu Uzupełnień Mińsk Mazowiecki (KRU Mińsk Mazowiecki) – organ wojskowy właściwy w sprawach uzupełnień Sił Zbrojnych II Rzeczypospolitej i administracji rezerw w powierzonym mu rejonie.

## Historia komendy
Z dniem 1 czerwca 1922 roku została zlikwidowana gospoda inwalidzka przy PKU Mińsk Mazowiecki.
18 listopada 1924 roku weszła w życie ustawa z dnia 23 maja 1924 roku o powszechnym obowiązku służby wojskowej, a 15 kwietnia 1925 roku rozporządzenie wykonawcze ministra spraw wojskowych do tejże ustawy, wydane 21 marca tego roku wspólnie z ministrami: spraw wewnętrznych, zagranicznych, sprawiedliwości, skarbu, kolei, wyznań religijnych i oświecenia publicznego, rolnictwa i dóbr państwowych oraz przemysłu i handlu. Wydanie obu aktów prawnych wiązało się z przejęciem przez władze cywilne (administracji I instancji) większości zadań związanych z przygotowaniem i przeprowadzeniem poboru. Przekazanie większości zadań władzom cywilnym umożliwiło organom służby poborowej zajęcie się wyłącznie racjonalnym rozdziałem rekruta oraz ewidencją i administracją rezerw. Do tych zadań dostosowana została organizacja wewnętrzna powiatowych komend uzupełnień i ich składy osobowe. Poszczególne komendy różniły się między sobą składem osobowym w zależności od wielkości administrowanego terenu.
Zadania i nowa organizacja PKU określone zostały w wydanej 27 maja 1925 roku instrukcji organizacyjnej służby poborowej na stopie pokojowej. W skład PKU Mińsk Mazowiecki wchodziły dwa referaty: I) referat administracji rezerw i II) referat poborowy. Nowa organizacja i obsada służby poborowej na stopie pokojowej według stanów osobowych L. O. I. Szt. Gen. 3477/Org. 25 została ogłoszona 4 lutego 1926 roku. Z tą chwilą zniesione zostały stanowiska oficerów ewidencyjnych.
12 marca 1926 roku została ogłoszona obsada personalna Przysposobienia Wojskowego, zatwierdzona rozkazem Dep. I L. 6000/26 przez pełniącego obowiązki szefa Sztabu Generalnego gen. dyw. Edmunda Kesslera, w imieniu ministra spraw wojskowych. Zgodnie z nową organizacją pokojową Przysposobienia Wojskowego zostały zlikwidowane stanowiska oficerów instrukcyjnych przy PKU, a w ich miejsce utworzone rozkazem Oddz. I Szt. Gen. L. 7600/Org. 25 stanowiska oficerów przysposobienia wojskowego w pułkach piechoty.
Od 1926 roku, obok ustawy o powszechnym obowiązku służby wojskowej i rozporządzeń wykonawczych do niej, działalność PKU Mińsk Mazowiecki „Tymczasowa instrukcja służbowa dla PKU”, wprowadzona do użytku rozkazem MSWojsk. Dep. Piech. L. 100/26 Pob.
W marcu 1930 roku PKU Mińsk Mazowiecki była nadal podporządkowana Dowództwu Okręgu Korpusu Nr I w Warszawie i administrowała powiatami: mińskim i radzymińskim. W grudniu tego roku komenda posiadała skład osobowy typ III.
31 lipca 1931 roku gen. dyw. Kazimierz Fabrycy, w zastępstwie ministra spraw wojskowych, rozkazem B. Og. Org. 4031 Org. wprowadził zmiany w organizacji służby poborowej na stopie pokojowej. Zmiany te polegały między innymi na zamianie stanowisk oficerów administracji w PKU na stanowiska oficerów broni (piechoty) oraz zmniejszeniu składu osobowego PKU typ I–IV o jednego oficera i zwiększeniu o jednego urzędnika II kategorii. Liczba szeregowych zawodowych i niezawodowych oraz urzędników III kategorii i niższych funkcjonariuszy pozostała bez zmian.
1 lipca 1938 roku weszła w życie nowa organizacja służby uzupełnień, zgodnie z którą dotychczasowa PKU Mińsk Mazowiecki została przemianowana na Komendę Rejonu Uzupełnień Mińsk Mazowiecki przy czym nazwa ta zaczęła obowiązywać 1 września 1938 roku, z chwilą wejścia w życie ustawy z dnia 9 kwietnia 1938 roku o powszechnym obowiązku wojskowym. Obok wspomnianej ustawy i rozporządzeń wykonawczych do niej, działalność KRU Mińsk Mazowiecki normowały przepisy służbowe MSWojsk. D.D.O. L. 500/Org. Tjn. Organizacja służby uzupełnień na stopie pokojowej z 13 czerwca 1938 roku. Zgodnie z tymi przepisami komenda rejonu uzupełnień była organem wykonawczym służby uzupełnień.
Komendant rejonu uzupełnień w sprawach dotyczących uzupełnień Sił Zbrojnych i administracji rezerw podlegał bezpośrednio dowódcy Okręgu Korpusu Nr I, który był okręgowym organem kierowniczym służby uzupełnień. Rejon uzupełnień obejmował powiaty: miński i radzymiński.

## Obsada personalna
Poniżej przedstawiono wykaz oficerów zajmujących stanowisko komendanta Powiatowej Komendy Uzupełnień i komendanta rejonu uzupełnień oraz wykaz osób funkcyjnych (oficerów i urzędników wojskowych) pełniących służbę w PKU i KRU Mińsk Mazowiecki, z uwzględnieniem najważniejszych zmian organizacyjnych przeprowadzonych w latach 1926 i 1938.
| Komendanci                               | Komendanci                | Komendanci                        |
| ---------------------------------------- | ------------------------- | --------------------------------- |
| Stopień, imię i nazwisko                 | Okres pełnienia funkcji   | Kolejne stanowisko (dalsze losy)  |
| mjr piech. Kazimierz Grabowski           | 12 XII 1919 – 29 VII 1920 | szef Wydziału V DOGen. Kielce     |
| ppłk Franciszek Truskolaski              | od IX 1921                |                                   |
| ppłk art. / płk kanc. Michał Kłobukowski | 1923 – II 1927            | stan spoczynku z dniem 30 IV 1927 |
| płk piech. Mikołaj Korszun-Osmołowski    | III 1927 – 31 XII 1928    | stan spoczynku                    |
| mjr piech. Michał Łabuś                  | III 1929 – 30 XI 1931     | stan spoczynku                    |
| mjr piech. Bronisław I Bednarczyk        | XII 1931 – 1938           | stan spoczynku                    |
| ppłk piech. Władysław Żabiński           | 1938 – 1939               | dowódca 179 pp                    |

| Obsada pozostałych stanowisk funkcyjnych PKU w latach 1921–1925 | Obsada pozostałych stanowisk funkcyjnych PKU w latach 1921–1925 | Obsada pozostałych stanowisk funkcyjnych PKU w latach 1921–1925 | Obsada pozostałych stanowisk funkcyjnych PKU w latach 1921–1925 |
| --------------------------------------------------------------- | --------------------------------------------------------------- | --------------------------------------------------------------- | --------------------------------------------------------------- |
| I referent                                                      | por. rez. zatrz. w sł. czyn. Teofil Władysław Kożuchowski       | 1923 – VII 1925                                                 | młodszy referent                                                |
| I referent                                                      | mjr piech. Henryk Dmowski                                       | VII – 1 XII 1925                                                | kierownik ref. mob. Oddz. Og. DOK I                             |
| referent                                                        | urzędnik wojsk. XI rangi / por. kanc. Leon Izdebski             | do II 1926                                                      | referent                                                        |
| młodszy referent                                                | por. piech. Teofil Władysław Kożuchowski                        | VII 1925 – II 1926                                              | kierownik II referatu                                           |
| oficer instrukcyjny                                             | por. piech. Bolesław Studziński                                 | do III 1926                                                     | baon manewrowy                                                  |
| oficer ewidencyjny na powiat miński                             | urzędnik wojsk. XI rangi Michał Watrach                         | 1923 – II 1925                                                  | OE Węgrów PKU Ostrów Łomżyński                                  |
| oficer ewidencyjny na powiat miński                             | por. piech. Jerzy Żędzian                                       | XII 1924 – II 1926                                              | 34 pp                                                           |
| oficer ewidencyjny na powiat radzymiński                        | urzędnik wojsk. XI rangi / por. kanc. Ludwik Kostecki           | 1923 – 1924                                                     |                                                                 |
| Obsada pozostałych stanowisk funkcyjnych PKU w latach 1926–1938 |                                                                 |                                                                 |                                                                 |
| kierownik I referatu administracji rezerw i zastępca komendanta | mjr piech. Stanisław Jaster                                     | II 1926 – V 1927                                                | referent w Dep. X MSWojsk.                                      |
| kierownik I referatu administracji rezerw i zastępca komendanta | mjr kanc. Paweł Kazimirski                                      | IX 1927 – III 1928                                              | kierownik kancelarii DOK I                                      |
| kierownik I referatu administracji rezerw i zastępca komendanta | mjr piech. Michał Łabuś                                         | XI 1928 – III 1929                                              | komendant PKU                                                   |
| kierownik I referatu administracji rezerw i zastępca komendanta | mjr piech. Józef I Domański                                     | III 1929 – IX 1930                                              | p.o. komendanta PKU Prużana                                     |
| kierownik I referatu administracji rezerw i zastępca komendanta | mjr piech. Bronisław I Bednarczyk                               | IX 1930 – XI 1931                                               | komendant PKU                                                   |
| kierownik I referatu administracji rezerw i zastępca komendanta | kpt. piech. Stanisław Paszkowski                                | X 1931 – VI 1938                                                | kierownik I referatu KRU                                        |
| kierownik II referatu poborowego                                | por. piech. Teofil Władysław Kożuchowski                        | od II 1926                                                      |                                                                 |
| kierownik II referatu poborowego                                | por. kanc. Leon Izdebski                                        | IV 1928 – VIII 1929                                             | dyspozycja dowódcy OK I                                         |
| kierownik II referatu poborowego                                | por. kanc. / piech. Zdzisław Toczewski                          | IX 1930 – 1934                                                  | stan spoczynku z dniem 30 VI 1934                               |
| kierownik II referatu poborowego                                | kpt. art. Bronisław Kuczyński                                   | 1934 – VI 1938                                                  | kierownik II referatu KRU                                       |
| referent                                                        | por. kanc. Leon Izdebski                                        | II 1926 – IV 1928                                               | kierownik II referatu                                           |
| referent                                                        | por. piech. Kazimierz Hryniewiecki                              | IV 1928 – XII 1929                                              | kierownik II referatu PKU Poznań Pow.                           |
| referent                                                        | kpt. piech. Wojciech Marczewski                                 | XII 1929 – III 1931                                             | dyspozycja dowódcy OK I                                         |
| Obsada pozostałych stanowisk funkcyjnych KRU w latach 1938–1939 |                                                                 |                                                                 |                                                                 |
| kierownik I referatu ewidencji                                  | kpt. adm. (piech.) Stanisław Paszkowski                         | był w III 1939                                                  |                                                                 |
| kierownik II referatu uzupełnień                                | kpt. adm. (art.) Bronisław Kuczyński                            | był w III 1939                                                  |                                                                 |